# Career Counselling for Teachers
Career Counselling for Teachers (CCT) ist ein Projekt, mit dem die Lehrerbildung in den deutschsprachigen Ländern durch spezielle Konzepte und Materialien für die Laufbahnberatung von Lehrern verbessert werden soll.

## Projekt
1999 wurde das Projekt in Zusammenarbeit mit der Europäischen Kommission im Rahmen des Programms COMENIUS ins Leben gerufen. Langfristig dient es der Verbesserung der Lehrerbildung in den deutschsprachigen Ländern.
Es ist eine Art Laufbahnberatung für Lehrer sowie Lehramtsstudenten, mit dessen Hilfen sowohl die Eignung genauer festgestellt als auch Hilfen für die konkrete Tätigkeit als Lehrer gegeben werden sollen. Für die Nutzer ist CCT einerseits als Self-Assessment konzipiert und andererseits als Informationsquelle für die konkrete Tätigkeit der Arbeit als Lehrer und die damit verbundenen beruflichen Anforderungen.
Die Leuphana Universität Lüneburg hat CCT seit 2009 als verpflichtenden Teil in das Zulassungsverfahren für Lehramtsstudenten aufgenommen. In Baden-Württemberg wird das CCT-Verfahren offiziell empfohlen, um die Eignung für den Lehrerberuf festzustellen. Langfristig wird ein aus dem CCT entwickelter Test in diesem Bundesland sogar zu einer obligatorischen Voraussetzung für das Lehramtsstudium werden. In Österreich haben viele Universitäten und PHs das CCT-Verfahren schon seit einiger Zeit in das reguläre Studienaufnahmeverfahren für Lehrerstudenten integriert.

## Trägerschaft und Leitung
Wissenschaftlich geleitet wird CCT von Johannes Mayr von der Alpen-Adria-Universität Klagenfurt. In Deutschland arbeiten Bernhard Sieland von der Leuphana Universität Lüneburg sowie Thomas Häcker von der Universität Rostock mit.
Getragen wird CCT vom Verein Career Counselling for Teachers. Der Verein hat seinen Sitz am Institut für Unterrichts- und Schulentwicklung der Alpen-Adria-Universität Klagenfurt.